# Spreydon
Spreydon est une banlieue de la cité de Christchurch, située dans l’île du Sud de la Nouvelle-Zélande.

## Situation
Elle est localisée à 4 km au sud-sud-ouest de Cathedral Square (en) dans la cité de Christchurch.
La plus centrale des rues passant à travers la banlieue de Spreydon est «Lyttelton Street».
Spreydon est flanquée par la banlieue de Hoon Hay, Riccarton, et le bas de la banlieue de Cashmere.

## Gouvernance
La ville de Spreydon fut constituée en borough en 1911.
Elle fusionna avec la cité de Christchurch en 1921.

## Installations
- Barrington Shopping Centre[2], fut redéveloppée en 2012, avec des maisons nouvelles, de nombreux magasins comprenant un super-marché majeur, une pharmacie, un entrepôt, des banques et le bureau de poste ainsi qu’un certain nombre d’autres boutiques.
- Pioneer Leisure Centre, ouvert en 1978, est un centre de propriété et fonctionnant pour le compte du conseil de la ville avec une piscine et un stade pour les sports en intérieur avec un centre de  fitness [1],[3].

## Éducation
- La Christchurch South Intermediate (en) est une école d’état mixte intermédiaire (allant de l’année 7 à 8) avec un effectif de 515 élèves et un taux de décile socio-économique de 6 [4].
- L’école de Spreydon est une école mixte d’état contribuant au primaire (allant de l’année 1 à 6), avec un effectif de 304 élèves et un taux de décile de 3 [5].
- Te Kura Kaupapa Maori o Te Whanau Tahi est une école d’état mixte composite (allant de l’année 1 à 15) enseignant entièrement en langue  Māori.

Elle a un effectif de 74 élèves et un taux de décile de 3.
- L’école de West Spreydon est une école mixte d’état contribuant au primaire (allant du niveau 1 à 6) avec un effectif de 208 élèves et un taux de décile 4 [7].